# Platysoma lineare
Platysoma lineare är en skalbaggsart som beskrevs av Wilhelm Ferdinand Erichson 1834. Platysoma lineare ingår i släktet Platysoma och familjen stumpbaggar. Enligt den svenska rödlistan är arten nära hotad i Sverige. Arten förekommer i Götaland, Gotland, Svealand, Nedre Norrland och Övre Norrland. Artens livsmiljö är skogslandskap. Inga underarter finns listade i Catalogue of Life.